# Rhodiola algida
Rhodiola algida är en fetbladsväxtart som först beskrevs av Carl Friedrich von Ledebour, och fick sitt nu gällande namn av Fisch. och C. A. Mey.. Rhodiola algida ingår i släktet rosenrötter, och familjen fetbladsväxter. Inga underarter finns listade i Catalogue of Life.
Rhodiola algida är utbredd i de Sibiriska Altai-bergen, Norra Mongoliet och Norra Kina (Inre Mongoliet).